# Macrosiphum sorbi
Macrosiphum sorbi är en insektsart. Macrosiphum sorbi ingår i släktet Macrosiphum och familjen långrörsbladlöss. Inga underarter finns listade i Catalogue of Life.